# نادي ريمو ستارز
نادي ريمو ستارز لكرة القدم هو نادي كرة قدم نيجيري تأسس عام 2010 ومقره في مدينة إيكين.

## تاريخ
بدأ النادي في ضواحي لاغوس تحت اسم نادي ديندر، وفي عام 2010 انتقل النادي إلى الدرجة الثانية. مع هذا الترويج، أعاد النادي تنظيمه وانتقل إلى ريمو لاند وأعاد تسمية نفسه باسم نادي ريمو ستارز لكرة القدم. في عام 2017، صعد ريمو ستارز إلى الدرجة الأولى لأول مرة، وفي عام 2018 عادوا إلى الدرجة الثانية، وحصلوا على المركز الأخير، ثم حصلوا في الموسم التالي على الصعود مرة أخرى إلى النخبة لكنهم ظلوا هناك مرة أخرى فقط لموسم واحد. في عام 2021، انتقل النادي إلى الدرجة الأولى للمرة الثالثة وأنهى بطولة 2021–22 في المركز الثالث، وبذلك تأهل إلى كأس الكونفيدرالية الإفريقية 2022–23.